# Lanceolidae
Lanceolidae é uma família de anfípodes pertencentes à ordem Amphipoda.
Géneros:
- Lanceola Say, 1818
- Scypholanceola Woltereck, 1905